# Milano San Felice
San Felice è una località il cui territorio ricade nei comuni di Segrate, Peschiera Borromeo e Pioltello. Fa parte dell'hinterland est di Milano, nel territorio della Martesana. 

## Storia e Geografia
Il quartiere  San Felice è stato edificato sul modello di città satellite, ed è situato a 3 km ad est di Milano.
Il quartiere nasce da un'idea dell'Ingegner Giorgio Pedroni in collaborazione con gli architetti Luigi Caccia Dominioni e Vico Magistretti ed è stato finanziato e realizzato dall'Impresa costruzioni Bonomi e Comolli di Anna Bolchini Bonomi tra il 1965 e il 1969.
Prima della sua costruzione in territorio di Segrate si trovava la cascina San Felice che derivava il suo nome - come è stato attestato negli atti di una visita alla pieve di Carlo Borromeo nel 1566 - dalla presenza lungo la via consolare detta strada magistra mediolanensis di un pilastrello sancti Felicis, cioè di un oratorio dedicato a san Felice appunto.
La Chiesa dei Santi Carlo e Anna, fondata nel giugno del 1976, festeggia ogni anno la Festa di San Felice.

## Infrastrutture e trasporti

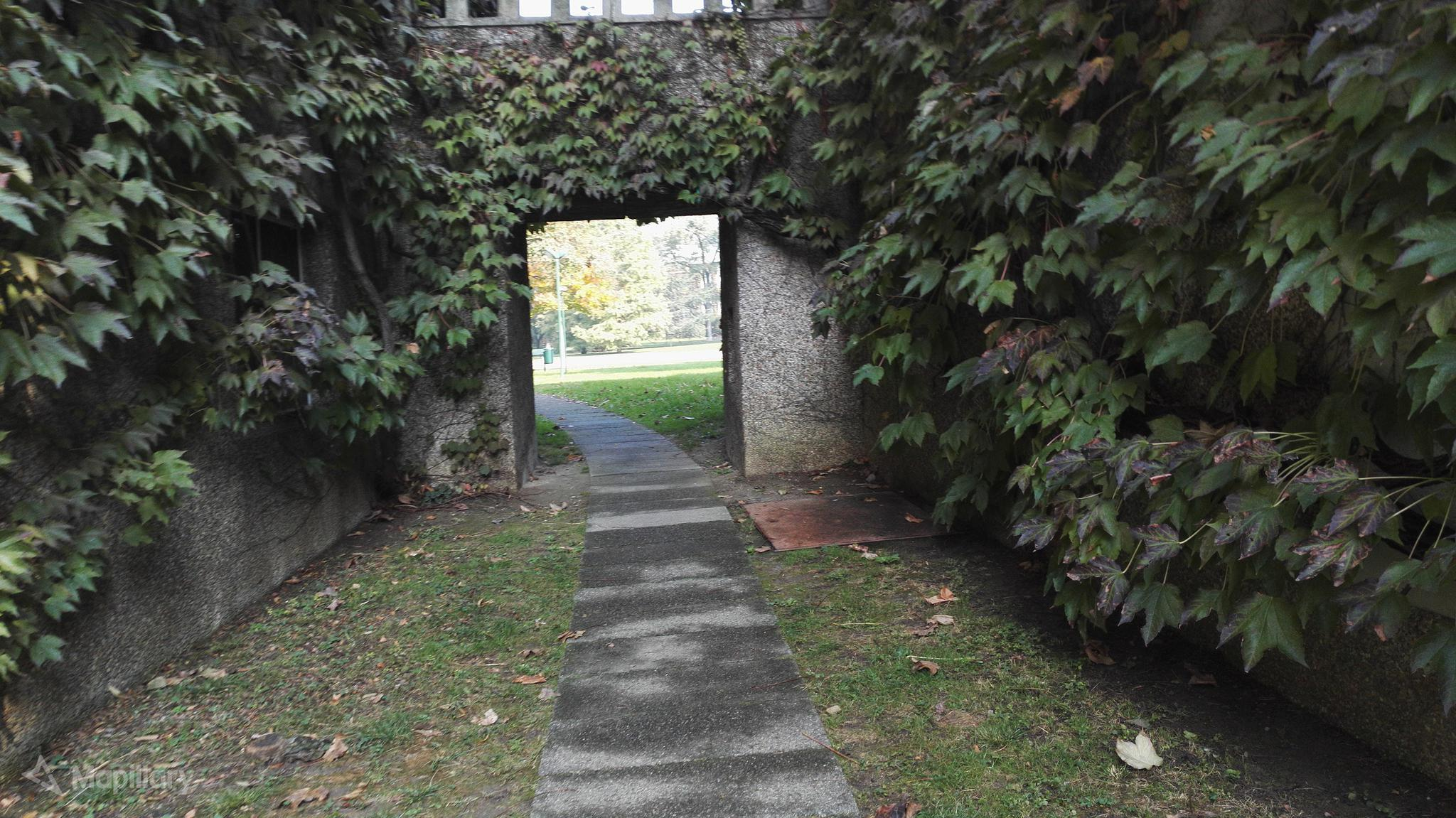
Uno dei numerosi ingressi nei "golfi" di San Felice

Il quartiere è servito dalle linee urbane del trasporto pubblico milanese.